# Falsoterinaea fuscorufa
Falsoterinaea fuscorufa là một loài bọ cánh cứng trong họ Cerambycidae.